# 7. ožujka
7. ožujka (7. 3.) 66. je dan godine po gregorijanskom kalendaru (67. u prijestupnoj godini).
Do kraja godine ima još 299 dana.

## Događaji
- 1814. – Bitka kod Craonne završava Napoleonovom pobjedom.
- 1912. – Norveški istraživač Roald Amundsen objavio je da je uspješno stigao na južni pol tijekom antarktičke ekspedicije godine 1910. – 1911.
- 1936. – Njemačka je reokupirala demilitarizirano Porajnje, prekršivši Versailleski sporazum i sporazume iz Locarna.
- 1970. – Dogodila se najteža nesreća u povijesti dubrovačkog tramvaja.[1]
- 2024. – Švedska primljena u NATO pakt.

| - 1730. – Gregor Jožef Plohel slovenski pisac († 1800.) - 1785. – Alessandro Manzoni, talijanski književnik († 1873.) - 1839. – Ludwig Mond, englesko-njemački kemičar i industrijalac († 1909.) - 1850. – Tomáš Masaryk, češki političar († 1934.) - 1857. – Julius Wagner-Jauregg, austrijski liječnik, nobelovac († 1940.) - 1872. – Piet Mondrian, nizozemski slikar († 1944.) - 1875. – Maurice Ravel, francuski skladatelj († 1937.) - 1904. – Reinhard Heydrich, njemački nacistički časnik († 1942.) - 1907. – Placido Cortese, talijansko-hrvatski svećenik († 1944.) - 1908. – Anna Magnani, talijanska filmska glumica († 1973.) - 1918. – John Mišković, američko-hrvatski izumitelj († 2014.) - 1946. – John Heard, američki filmski, televizijski i kazališni glumac († 2017.) - 1947. – Želimir Puljić, hrvatski biskup - 1956. – Bryan Cranston, američki filmski i televizijski glumac - 1958. – Rik Mayall, engleski komičar i glumac († 2014.) - 1959. – Zijad Gračić, bosanskohercegovački glumac - 1960. – Ivan Lendl, češki tenisač - 1963. – E.L. James, britanska spisateljica - 1964. – Bret Easton Ellis, američki pisac i scenarist - 1964. – Wanda Sykes, američka komičarka i glumica - 1970. – Rachel Weisz, englesko-američka glumica - 1971. – Žan Ojdanić, hrvatski malonogometaš, padobranac, dječji glumac i nekadašnji predsjednik navijačke skupine Torcida iz Splita († 2016.) - Peter Sarsgaard, američki glumac - 1974. – Jenna Fischer, američka glumica - 1980. – Laura Prepon, američka glumica - 1986. – Natko Zrnčić-Dim, hrvatski alpski skijaš - 1994. – Jordan Pickford, engleski nogometaš - 2000. – Veron Načinović, hrvatski rukometaš | - 322. pr. Kr. – Aristotel, grčki filozof - 161. – Antonin Pio, rimski car - 1274. – Sv. Toma Akvinski, filozof i teolog (* oko 1225.) - 1517. – Marija Aragonska i Kastiljska, portugalska kraljica i kastiljsko-aragonska infanta - 1724. – Inocent XIII., papa (* 1655.) - 1911. – Antonio Fogazzaro, talijanski književnik (* 1842.) - 1925. – Grigorij Lavov, revolucionarni premijer Rusije (* 1861.) - 1975. – Mihail Bahtin, ruski filozof i teoretičar književnosti (* 1895.) - 1996. – Dinko Vranković, hrvatski likovni umjetnik i pedagog (* 1939.) - 1999. – Stanley Kubrick, američki filmski redatelj (* 1928.) - 2018. – Davor Štambuk, hrvatski karikaturist - 2020. – Veronika Durbešić, hrvatska kazališna, filmska i televizijska glumica (* 1945.) |

## Blagdani i spomendani
- Perpetua i Felicita